# Международный аэропорт имени Джинны
Международный аэропорт имени Джинны (англ. Jinnah International Airport) (ИАТА: KHI, ИКАО: OPKC) — расположен в городе Карачи. Крупнейший международный аэропорт Пакистана.

## История

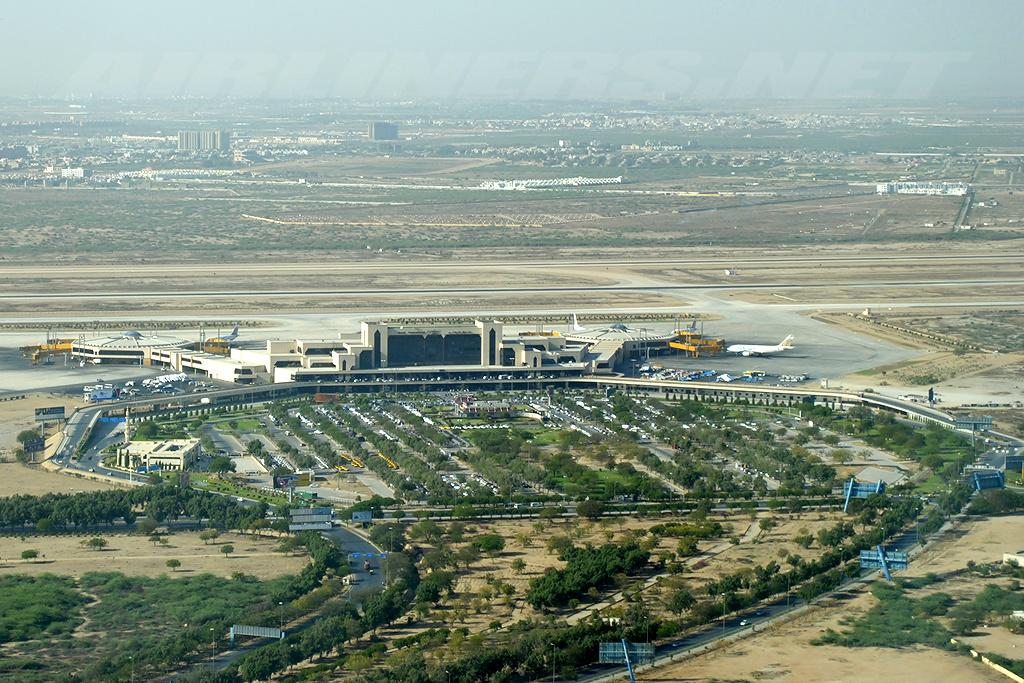
Аэропорт Джинна с высоты птичьего полёта

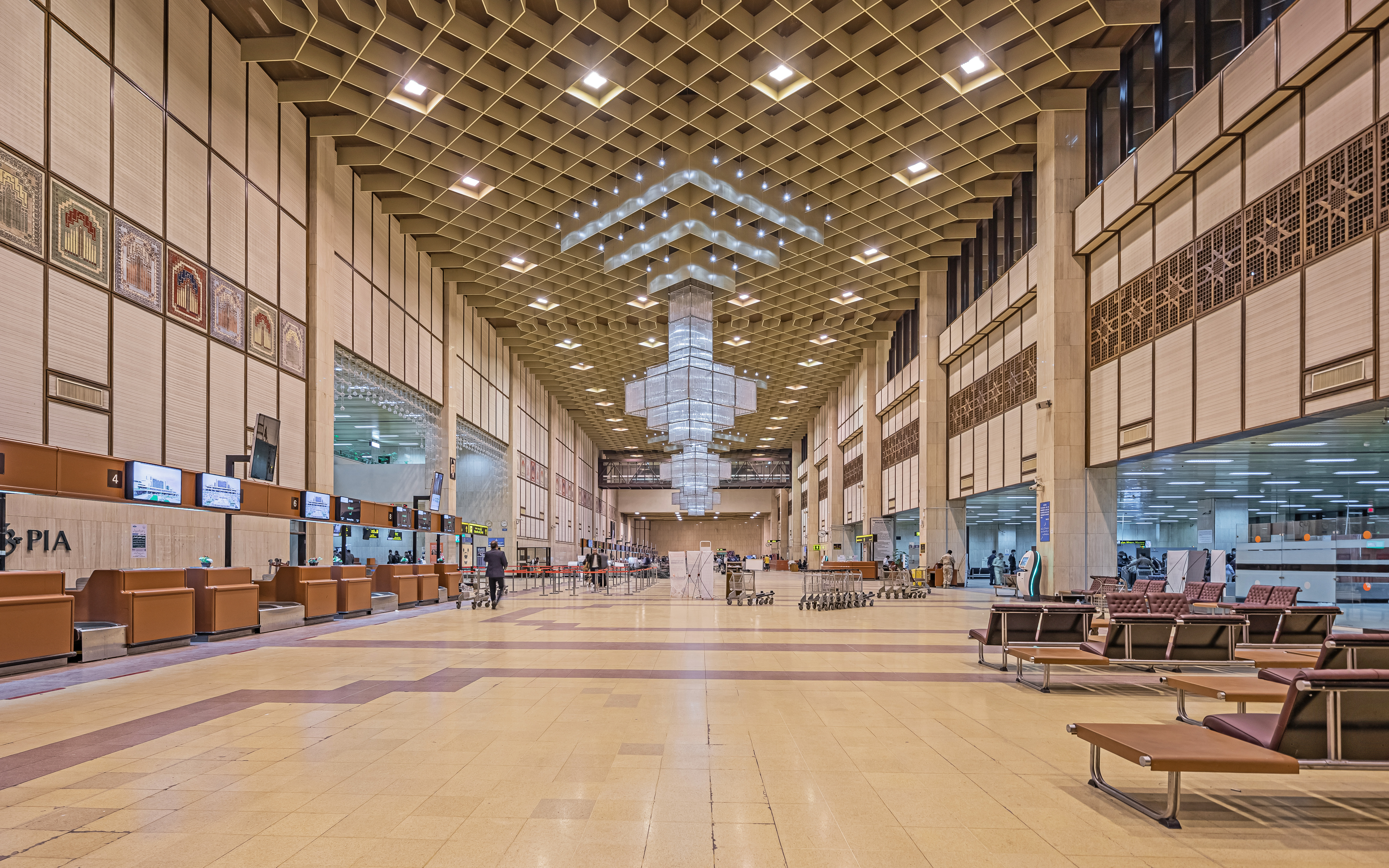
Интерьер аэровокзала

7 апреля 1929 года в Карачи был построен первый аэропорт Британской Индии. После смерти генерал-губернатора Пакистана Мухаммада Али Джинны, аэропорт «Карачи» был переименован в его честь. В 1992 году аэропорт перенёс масштабную реконструкцию, был построен крупный международный терминал. Этот терминал состоит из семи этажей с огромной парковкой для автомобилей. Ежедневный пассажиропоток в аэропорту составляет 20 000 пассажиров, а всего «Джинна» рассчитан примерно на 40 000 пассажиров в день. Аэропорт в Карачи является самым крупным и современным аэропортом Пакистана.

### Пассажирский терминал

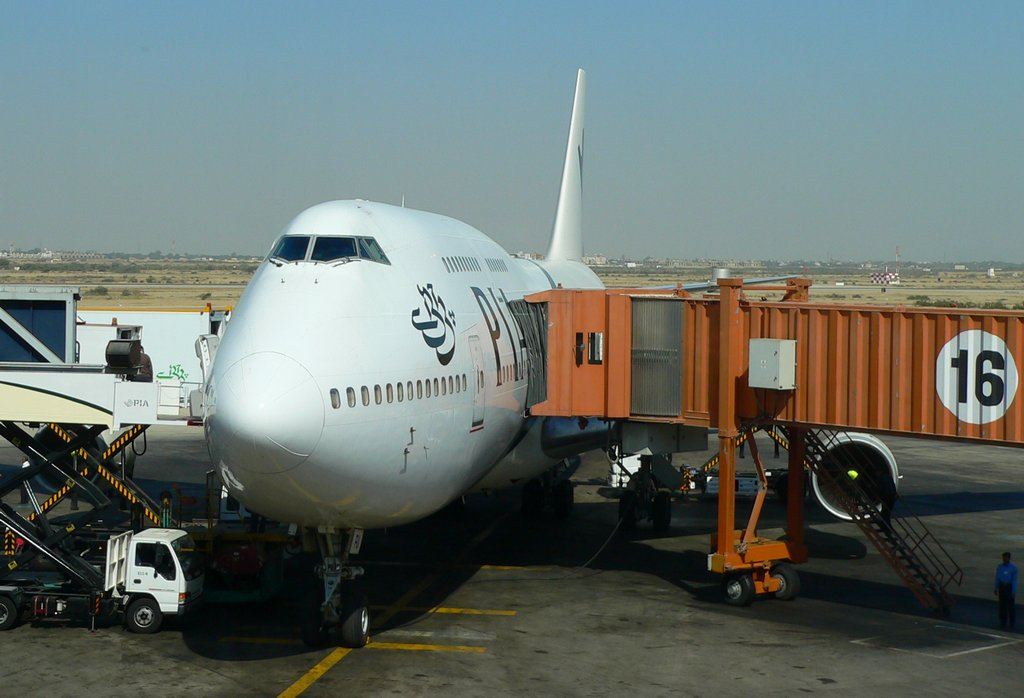
PIA Boeing 747-300.

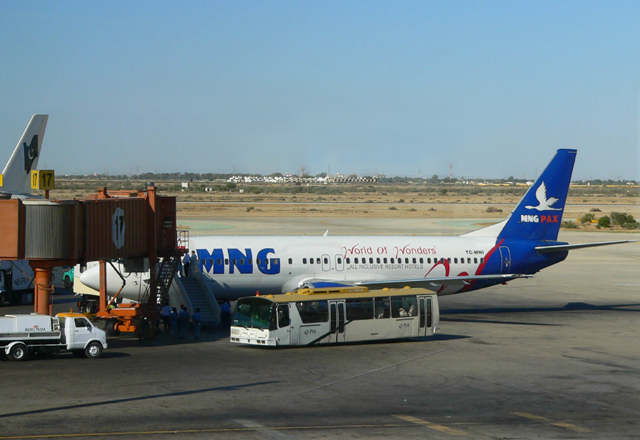
MNG Airlines Boeing 737-200.

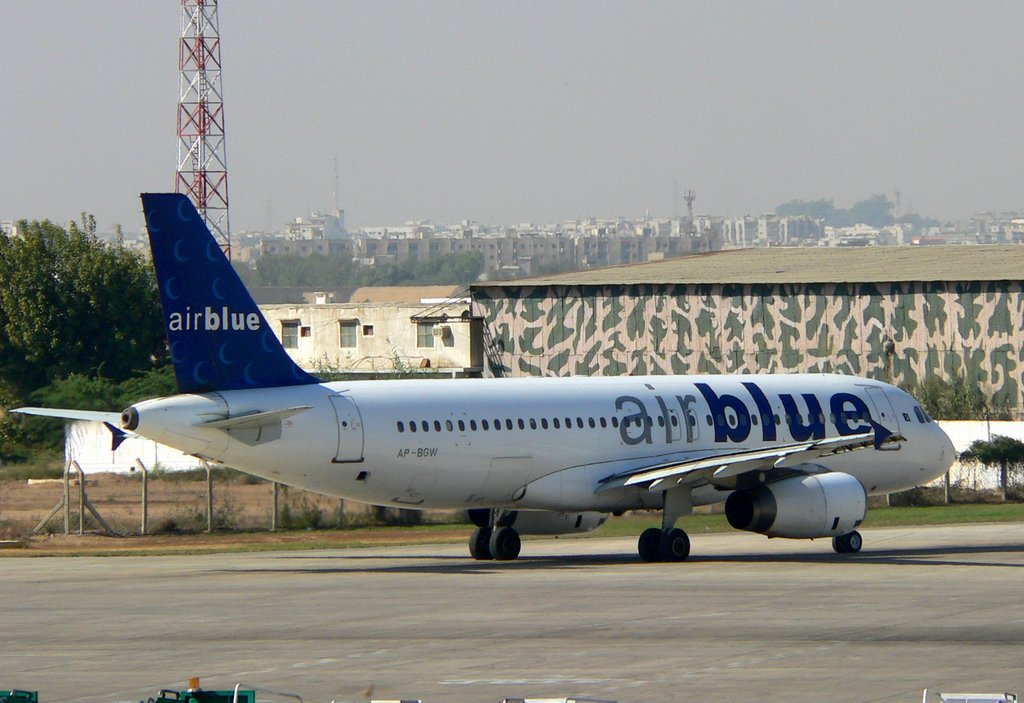
airblue Airbus A320-200.

## Происшествия
22 мая 2020 года самолёт Airbus A320 авиакомпании Pakistan International Airlines, выполнявший рейс PK-8303 по маршруту Лахор — Карачи, рухнул в жилом районе при втором заходе на посадку.